# Alternative pour une assemblée de rupture
L'Alternative pour une assemblée de rupture (AAR) est une coalition politique sénégalaise créée en 2022 pour les élections législatives de 2022 autour du parti de la République des Valeurs de Thierno Alassane Sall, du parti Awalé d'Abdourahmane Diouf et du mouvement AGIR dirigé par Thierno Bocoum.

## Résultats électoraux

### Élections législatives
| Année | Voix   | %    | Élus    | Rang |
| ----- | ------ | ---- | ------- | ---- |
| 2022  | 52 173 | 1,60 | 1 / 165 | 5e   |